# Mathilde d'Udekem d'Acoz
Titre
Reine des Belges
Depuis le 21 juillet 2013
(12 ans et 28 jours)
Mathilde d'Udekem d'Acoz, née le 20 janvier 1973 à Uccle (Bruxelles, Belgique) est la septième reine des Belges en tant qu'épouse du roi Philippe.
Elle devient reine consort le 21 juillet 2013, lorsque son mari accède au trône, à la suite de l'abdication de son beau-père le roi des Belges Albert II. 

## Biographie

### Enfance
Mathilde Marie Christine Ghislaine d'Udekem d’Acoz est la fille de l'écuyer Patrick d'Udekem d'Acoz (1936-2008), élevé au rang de comte en 1999, et de la comtesse Anna Maria Komorowska (née le 24 septembre 1946 à Białogard, en Pologne), cette dernière est la fille du comte Leon Michał Komorowski (1907-1992) et de la princesse Zofia Sapieha (1919-1997). La famille Sapieha est une famille princière polono-lituanienne. La comtesse Anna Maria Komorowska est également apparentée à l'ex-président polonais Bronisław Komorowski, élu en 2010. Elle est également la belle-sœur de Nicolas Janssen, député wallon qui a épousé sa sœur Hélène. Mathilde est baptisée le 11 février 1973 à Lutrebois. Elle passe son enfance dans le domaine familial du château de Losange (province de Luxembourg) en compagnie de ses trois sœurs et de son frère. Le propriétaire actuel du château est le comte Charles-Henri d'Udekem d'Acoz, frère de la reine Mathilde de Belgique.

### Études
Après des études primaires à l'École Notre-Dame de Bastogne, elle fréquente l'Institut de la Vierge fidèle à Bruxelles.
En 1991, Mathilde choisit d'étudier la logopédie (orthophonie) à l'Institut Libre Marie Haps (Bruxelles). Elle obtient trois ans plus tard son diplôme avec grande distinction et devient logopède, ce qui fait d'elle la première reine des Belges titulaire d'un diplôme universitaire.
Tout en poursuivant des études de psychologie à l'UCLouvain, elle ouvre un cabinet de logopédie dans la capitale belge et elle travaille en tant que logopède à l'école Sainte-Jeanne de Chantal à Bruxelles ainsi qu'à l'Institut Sainte Marie-Meiser à Schaerbeek.

### Princesse de Belgique
Mathilde d'Udekem d'Acoz est devenue princesse de Belgique et duchesse de Brabant par son mariage, le 4 décembre 1999, avec le prince Philippe de Belgique, alors héritier du trône, devenant ainsi la première reine belge de l'histoire. Elle arrête sa carrière de logopède.
Le couple vit au château de Laeken et a quatre enfants : 
- la princesse Élisabeth, née le 25 octobre 2001, duchesse de Brabant et princesse héritière ;
- le prince Gabriel, né le 20 août 2003 ;
- le prince Emmanuel, né le 4 octobre 2005 ;
- la princesse Éléonore, née le 16 avril 2008.

#### Œuvres et patronages
La princesse Mathilde s'investit beaucoup dans le domaine social et effectue de nombreuses visites sur le terrain. Avec les dons reçus lors de son mariage, elle a créé le Fonds Princesse-Mathilde, qui remet chaque année une aide financière à trois projets susceptibles d'améliorer la situation des personnes vulnérables. À l'étranger, elle a participé en 2002 à la 2e Conférence mondiale des Nations unies sur les droits de l'enfant à New York, elle a mené des missions humanitaires en Afrique (Niger en 2004, Mali en 2005, Tanzanie en 2006 et Sénégal en 2008) et elle a été désignée émissaire pour la promotion du micro-crédit dans le monde en 2005. Enfin, la princesse Mathilde a accepté d'être la représentante spéciale d'Unicef et d'ONUSIDA pour les enfants affectés par le virus.
La princesse Mathilde accorde son haut patronage à Handicap International Belgique, SOS Villages d'enfants-Belgique, l'Association de parents pour l'épanouissement des enfants autistes, l'ONG Plan Belgique, la Ligue Alzheimer, l'Association Françoise Dolto, la Ligue Belge de la Surdité, le centre pour enfants Les Glaïeuls (Paliseul), ainsi qu'à l'asbl Les Amis du Théâtre Royal de la Monnaie.
Le prince Philippe et la princesse Mathilde participent à l'émission diffusée le 28 février 2008 sur la chaîne de télévision VTM dans le cadre du « Levenslijn », une opération en faveur de la sécurité routière pour les enfants. Le prince a fait une promenade à vélo avec des adolescents, la princesse a rencontré des personnes hospitalisées à la suite d'un accident de voiture et le couple a répondu aux questions de VTM. C'est un combat qui les touche beaucoup à la suite du décès de la sœur et de la grand-mère de Mathilde dans un accident de voiture en 1997. En 2009, le couple princier parraine l'opération Cap48 sur la RTBF.
Depuis 2010, Mathilde est membre d'honneur de la Fondation Schwab pour l'entrepreneuriat social, créée par Hilde Schwab, épouse de Klaus Schwab, le président du forum économique mondial de Davos (où Philippe et Mathilde se rendent chaque année).

### Reine des Belges

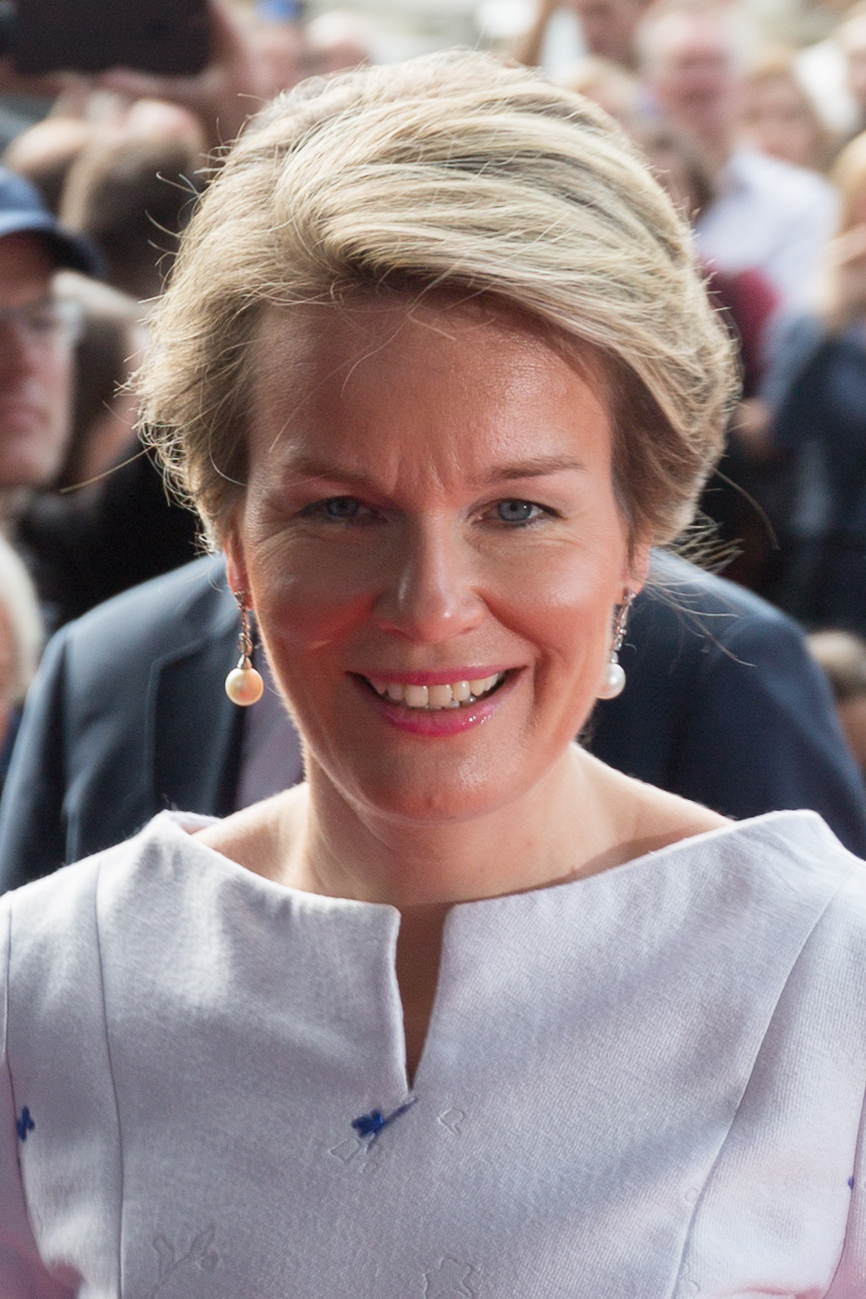
La reine Mathilde en 2017.

Mathilde est devenue reine des Belges le 21 juillet 2013, jour de l'abdication de son beau-père, le roi Albert II, et de la prestation de serment de son mari, Philippe de Belgique, en tant que roi des Belges. Cette date coïncide désormais avec la fête nationale du pays.
La reine Mathilde est toujours en 2022 la seule reine consort d'Europe d'ascendance noble ou aristocratique.
La reine Mathilde poursuit les engagements de la reine Fabiola dont elle était très proche[réf. nécessaire] : elle lui succède à la présidence d'honneur du concours musical international Reine Élisabeth de Belgique et de la fondation Roi-Baudouin, l'asbl Les Œuvres de la Reine et l'asbl Les Œuvres de la reine Fabiola fusionnent début 2014. La reine Fabiola a légué plusieurs de ses bijoux à la reine Mathilde.[réf. nécessaire]
La reine Mathilde succède à la reine Paola à la présidence d'honneur du centre Child Focus (à partir de 2014) et de Missing Children Europe (à partir de 2022).
En 2016, le secrétaire général des Nations unies a invité la reine Mathilde à faire partie du Groupe des défenseurs des Objectifs de développement durable des Nations unies. Ce groupe d'une quinzaine de personnalités sera chargé d'aider l'ONU à mobiliser les énergies et l'action de la communauté internationale en vue de réaliser les Objectifs de développement durable d'ici 2030 (ces objectifs ont été adoptés par les États membres de l'ONU en septembre 2015). Depuis 2018, la reine est également la présidente d'honneur du Conseil fédéral de développement durable.
En tant que présidente d'honneur d'Unicef Belgique ou/et défenseur des ODD des Nations unies, elle effectue chaque année un voyage humanitaire à l'étranger afin de sensibiliser l'opinion publique : Éthiopie en 2015, Jordanie en 2016, Laos en 2017, Ghana en 2018, Mozambique en 2019.
En 2018, la reine rejoint un groupe informel de leaders mondiaux au sein du groupe de la Banque mondiale, afin de soutenir son « Projet pour le capital humain ». Celui-ci a pour objectif d'investir plus et mieux dans le capital humain en mettant l'accent sur la santé (y compris la santé mentale), la qualité de l'enseignement et une bonne alimentation.

## Divers

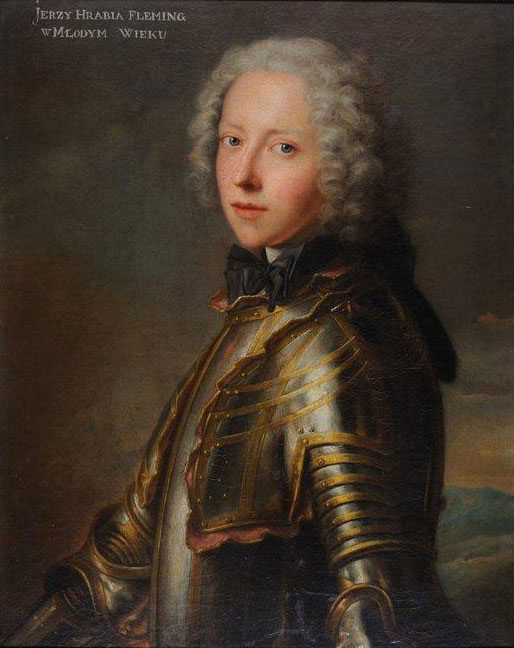
Le général, comte Georg von Fleming fut le père d'Isabella (1746-1835), arrière grand-mère du prince Adam Stanisław Sapieha.

- Dans ses ancêtres polonais, on trouve d'importantes figures de la haute noblesse polonaise, notamment Andrzej Zamoyski, le prince Adam Kazimierz Czartoryski, Stanisław Herakliusz Lubomirski, le prince Constantin Ostrogski, Alexandre Louis Radziwiłł, Kazimierz Franciszek Czarnkowski, Georg Detlev von Flemming, Jerzy Sebastian Lubomirski, Stanislas Potocki et le grand-duc Pukuveras.
- La reine Mathilde est la marraine de la princesse Alexia des Pays-Bas (née en 2005), fille du roi Willem-Alexander et de la reine Máxima, et d'Isabella de Danemark (née en 2007), fille du roi Frederik X et de la reine Mary.
- En 2012, Het Laatste Nieuws établit le classement des 100 femmes les plus puissantes de Belgique, la princesse Mathilde y occupe la 29e place.
- Mathilde apparaît comme reine des Belges dans le roman de politique-fiction Bart chez les Flamands de Frank Andriat, roman dont l'action se déroule en 2030 et implique le leader nationaliste wallon imaginaire Bart Lecoq, inspiré de Bart De Wever.

## Titulature
- 20 janvier 1973 - 4 décembre 1999 : Demoiselle[a] Mathilde d'Udekem d’Acoz ;
- 4 décembre 1999 - 21 juillet 2013 : Son Altesse Royale la duchesse de Brabant, princesse de Belgique (mariage)[5] ;
- depuis le 21 juillet 2013 : Sa Majesté la reine des Belges.

## Honneurs

### Nationaux
- Belgique :
  -  Grand cordon de l'ordre de Léopold (2000) [6];
  - 2009 : Présidente d'honneur UNICEF Belgique[7] ;
  - 2015 : Présidente d'honneur de la Fondation Roi Baudouin ;
  - 2018 : Présidente d'honneur du CFDD[8] ;
  - 2019 : Membre d'honneur de l'Académie royale de médecine de Belgique et de la Koninklijke Academie voor Geneeskunde van België[9] ;
  - Présidente d'honneur de BIG[10].
  - 2023 : docteur honoris causa de l'université de Hasselt[11].

### Étrangers
- Allemagne  : Grand-croix de classe spéciale de l'ordre du Mérite de la République fédérale d'Allemagne (2016) ;
- Danemark :  Chevalier de l'ordre de l'Éléphant (2017) ;
- Espagne :  Grand-croix de l'ordre d'Isabelle la Catholique (2000)[12] ;
- Finlande :  Grand-croix de l'ordre de la Rose blanche (2004) ;
- France : 
  -  Grand-croix de l'ordre national du Mérite (2014) ;
  -  Grand-croix de la Légion d'honneur (2018)[13] ;
- Grèce : 
  -  Grand-croix de l'ordre de l'Honneur (2005) ;
  -  Grand-croix de l'ordre du Sauveur (2022) ;
- Japon :  Grand-croix de l'ordre de la Couronne précieuse, 1re classe (2016) ;
- Jordanie :  Dame grand cordon classe spéciale de l'ordre suprême de la Renaissance (2016) ;
- Lituanie :  Grand-croix de l'ordre de la Croix de Vytis (24 octobre 2022)[14] ;
- Luxembourg : 
  -  Grand-croix de l'ordre de Mérite du grand-duché de Luxembourg (2017) ;
  -  Grand-croix de l'ordre d'Adolphe de Nassau (2013) ;
- Norvège :   Grand-croix de l'ordre de Saint-Olaf (2003) ;
- Pays-Bas : 
  -  Grand-croix de l'ordre d'Orange-Nassau (2006) ;
  -  Grand-croix de l'ordre du Lion néerlandais (2016) ;
- Pologne : 
  -  Grand-croix de l'ordre du Mérite (2004) ;
  -  Grand-croix de l'ordre de l'Aigle blanc (2015) ;
- Portugal : 
  -  Grand-croix et collier de l'ordre de l'Infant Dom Henri (2018) ;
  -  Grand-croix de l'ordre du Christ (2005) ;
- Suède :  Commandeur première classe de l'ordre royal de l'Étoile polaire (2005)[15] ;
- Vatican :  Dame du collier de l'ordre équestre du Saint-Sépulcre de Jérusalem (2015).

## Armoiries

Armoiries de la branche comtale (dite aînée) de la famille d’Udekem d’Acoz (1999).
Armes personnelles (blason) de la reine Mathilde à l'occasion de son mariage (1999) adoptées par la branche comtale (dite aînée) de la famille d’Udekem d’Acoz (1999).

## Iconographie
- 2013 : Portrait officiel (photographie), par Marie-Jo Lafontaine et Marina Cox.